# Garbšiai
Garbšiai – wieś na Litwie, zamieszkana przez 2 ludzi, w rejonie ignalińskim, 7 km na północ od Kozaczyzny.